# Руба
Ру́ба (на беларуски: Руба) е селище от градски тип (от 1970 г.) във Витебски район, Витебска област, Беларус. Населението му през 2017 година е 7662 души. Църквата „Свети Пантелеймон“ е разположена в Руба.

## География

### Разположение
Руба е разположено на брега на река Западна Двина. Намира се на 15 километра от Витебск.

### Климат
Климатът в Руба е умереноконтинентален. Средните годишни валежи са около 700 mm. През лятото е топло, но не горещо. Средната дневна температура през юли е +18,5 °C. Зимата е мека, с чести затопляния, средната температура през януари е -4.5 °C. През последните години е налице ясна тенденция към повишаване на температурата през зимата.

## Население
| 2006 | 2016 | 2017 |
| 8100 | 7652 | 7662 |